# サム・リード (ミュージシャン)
サム・リード（Sam Reed、1935年10月18日 - 2021年7月7日）は、アメリカ合衆国のフィラデルフィアを拠点に活動したテナー・サクソフォーン奏者。
1950年代後半から1960年代初頭にかけてアップタウン・シアターで活動し、当時はR&B、ブルース、ロックンロールが演奏されていたこの会場に、ジャズやリズム&ブルースの公演も加えていった。リードはテディ・ペンダーグラスの音楽監督も務め、1970年代初頭にはギャンブル&ハフのフィラデルフィア・インターナショナル・レコードで「ホーン・コントラクター」を務めた。
ブーツィー・バーンズ、ミッキー・ローカー、ジミー・オリヴァーなど、フィラデルフィアを拠点とする他のミュージシャンとも共演している。
2012年には、ジャズ・ジャーナリスト協会の年間ジャズ・ヒーロー賞を受賞した。

## ディスコグラフィ

### リーダー・アルバム
- Ready for Reed - Sam Reed Meets Roberto Magris (2013年、JMood) ※with ロベルト・マグリス

### 参加アルバム
- シルエッツ : "Get a Job" (1958年) ※シングル
- アンバサダーズ : Soul Summit (1969年)
- イントルーダーズ : When We Get Married (1970年)
- ダスティ・スプリングフィールド : 『ダスティから愛をこめて』 - Brand New Me (1970年)
- ローラ・ニーロ & ラベル : 『ゴナ・テイク・ア・ミラクル』 - Gonna Take a Miracle (1971年)
- ビリー・ポール : 『ゴーイング・イースト』 - Going East (1971年)
- テディ・ペンダーグラス : 『タイム・フォー・ラブ』 - It's Time for Love (1981年)